# Aarón Piñán
Aarón Piñán de la Fuente (León, 12 de julio de 1997) es un futbolista español. Juega como extremo izquierdo y su equipo es el C. F. Intercity de la Primera Federación.

## Trayectoria
Piñan es un jugador formado en la cantera del CD La Virgen del Camino en el que jugaría desde 2016 a 2018, año que ingresa en la estructura de la Cultural y Deportiva Leonesa. Desde 2018 a 2021, forma parte de la plantilla del Júpiter Leonés de la Tercera División de España, donde juega durante tres temporadas.
El 1 de febrero de 2021, Aarón es cedido al Coruxo FC de la Segunda División B de España.
En la temporada 2021-22, se afianzaría en la Cultural y Deportiva Leonesa de la Primera División RFEF, anotando 11 goles en 31 partidos de liga.
El 1 de septiembre de 2022, firma por el C. F. Intercity de la Primera Federación.

## Clubes
| Club                         | País   | Año         |
| ---------------------------- | ------ | ----------- |
| CD La Virgen del Camino      | España | 2016-2018   |
| Júpiter Leonés               | España | 2018-2021   |
| Cultural y Deportiva Leonesa | España | 2021        |
| Coruxo FC (préstamo)         | España | 2021        |
| Cultural y Deportiva Leonesa | España | 2021 - 2022 |
| C. F. Intercity              | España | 2022-       |